# Sobrala capreola
Sobrala capreola är en insektsart som beskrevs av Irena Dworakowska 1993. Sobrala capreola ingår i släktet Sobrala och familjen dvärgstritar. Inga underarter finns listade i Catalogue of Life.